# Bokobá
Bokobá é um município do estado do Iucatã, no México. Conta com uma extensão territorial de 48,54 km². A população do município calculada no censo 2005 era de 1.958 habitantes.